# La vida con Samanta
La vida con Samanta fue un programa de televisión de Cuatro, producido en colaboración con Allcontents y Masanta Films, y presentado por la periodista Samanta Villar. El docu-reality se emitió entre el 21 de enero y el 23 de abril de 2019 a las 22:45 horas, siguiendo la estela de otros programas presentados por Samanta como 21 días, Conexión Samanta o Samanta y....

## Formato
La vida con Samanta tiene como finalidad tratar temas como el amor, los secretos, la paternidad, el pasado o las mujeres, entre otros, a través de los casos más llamativos. Para ello, Samanta convive durante varios días con personas anónimas, que son las que relatan sus experiencias y muestran su estilo de vida.

## Temporadas y audiencias

### Temporada 1
| Programa | Tema          | Día de emisión | Audiencia        | Clasificación |
| -------- | ------------- | -------------- | ---------------- | ------------- |
| 1        | Amor          | 21/01/2019     | 1 341 000 (8,7%) |               |
| 2        | Pasado        | 28/01/2019     | 811 000 (5,4%)   |               |
| 3        | Sacrificio    | 04/02/2019     | 710 000 (4,6%)   |               |
| 4        | Paternidad    | 11/02/2019     | 744 000 (4,9%)   |               |
| 5        | Secretos      | 18/02/2019     | 767 000 (4,9%)   |               |
| 6        | Vicio         | 02/04/2019     | 943 000 (5,9%)   |               |
| 7        | Deseo         | 09/04/2019     | 679 000 (4,4%)   |               |
| 8        | Éxito         | 16/04/2019     | 1 031 000 (6,9%) |               |
| 9        | Extravagancia | 23/04/2019     | 717 000 (3,5%)   |               |
| 10       | La mujer      | 23/04/2019     | 416 000 (2,8%)   |               |

## Audiencia media
| Edición                                 | Programas | Fecha | Cadena | Espectadores | Cuota |
| --------------------------------------- | --------- | ----- | ------ | ------------ | ----- |
| La vida con Samanta (Primera temporada) | 10        | 2019  | Cuatro | 816 000      | 5,2%  |